# مسجد الياسي
مسجد الياسي هو واحد من أقدم المساجد في أبوت آباد في باكستان، يقع المسجد على الطريق الرابط الذي يربط طريق بي ام ايه كابول مع طريق موري، يتضمن المسجد مجموعة معقدة من الحمامات والأحواض، يبعد المسجد مسافة خمسة كيلومترات إلى الشرق من طريق مورى، وبالقرب من قرية نوان شيهر، وهناك سوق صغير بالقرب من المسجد.

## وصلات خارجية
- موقع المسجد
- صور المسجد